# Dendrobium montanum
Dendrobium montanum är en orkidéart som beskrevs av Johannes Jacobus Smith. Dendrobium montanum ingår i släktet Dendrobium, och familjen orkidéer. Inga underarter finns listade i Catalogue of Life.